# Sự kiện UFO Imjärvi
Sự kiện UFO Imjärvi là vụ chứng kiến vật thể bay không xác định (UFO) ở Phần Lan vào đầu thập niên 1970 mà nhân chứng cho biết có cuộc gặp mặt trực tiếp với thực thể nghi là người ngoài hành tinh.  

## Diễn biến
Vụ việc xảy ra vào ngày 7 tháng 1 năm 1970 tại làng Imjärvi thuộc quận Heinola, Phần Lan. Hai cư dân địa phương tên là Aarno Heinonen và Esko Viljo kể lại rằng họ đang trên đường trượt tuyết băng đồng vào khoảng 4 giờ chiều thì sau nửa giờ đi đường thì họ chợt nhìn thấy những hiện tượng ánh sáng kỳ lạ trước mặt trên bầu trời. Họ cũng ngoái đầu nhìn lên phía trên thì thấy có một chiếc đĩa bay màu lửa tỏa ra sương mù và những quả cầu ánh sáng bay xung quanh nó.
Hiện tượng này làm cản trở chuyển động của cả hai người và mặt khác có xu hướng kéo họ trở lại địa điểm ngay bên dưới UFO. Cuối cùng, trong vài giây, bọn họ tận mắt chứng kiến một sinh vật hiện ra từ chiếc UFO với thân hình lùn tịt, đầu đội mũ bảo hộ hình chóp, mặc bộ áo liền quần màu xanh lá cây nhạt ở bên cạnh, tay cầm một thiết bị màu đen nào đó. Ít lâu sau, sương mù tan dần và quang cảnh trở lại bình thường. Toàn bộ sự việc chỉ kéo dài có mười giây. Hai nhân chứng cho biết họ cảm nhận cơ thể đau đớn cực độ liền bắt taxi đến bác sĩ khám bệnh. Heinonen đã không thể làm việc trong nhiều tháng từ sau biến cố kỳ lạ này. Heinonen còn kể lại nhiều năm sau là mình đã gặp rất nhiều người ngoài hành tinh, bao gồm cả một "cô gái hình người", và anh ta bỗng dưng có được khả năng siêu nhiên. Viljo cũng phải chịu nhiều hậu quả khác nhau trong những tháng về sau nhưng vẫn có thể tiếp tục làm việc như cũ.
Tổng biên tập tạp chí Ultra kiêm nhà nghiên cứu UFO Phần Lan Tapani Kuningas nêu nhận định như sau: "Có lẽ điều đáng chú ý nhất về Heinonen là nhận thấy sự thay đổi đột ngột trong tính cách của anh ta, liên quan đến việc anh ấy đều trẻ hơn 10 tuổi về ngoại hình và cũng có được cái gọi là khả năng siêu nhiên. Kể từ đó đến nay tôi chưa bao giờ thấy bất cứ điều gì giống như vậy nữa".

## Đánh giá
Khi nói về trường hợp tiếp xúc cự ly gần loại thứ ba với UFO, giới nghiên cứu theo chủ nghĩa hoài nghi thường nêu ra khả năng đây thực ra là một trò lừa bịp. Aarno Heinonen đã có tới hàng chục lần nhìn thấy UFO từ sau sự kiện Imjärvi. Đây là một đặc điểm đáng ngờ và cho thấy rằng có thể UFO này chỉ là một món đồ chơi nhân tạo nào đó mà thôi. Mặt khác, Heinonen được cho là không được lợi lộc gì về mặt tài chính từ danh tiếng của mình và việc công khai liên quan đến UFO không nhất thiết mang tính tích cực. Ba quả bóng bên dưới đĩa bay cũng rất đáng ngờ làm người ta liên tưởng đến vụ chứng kiến UFO của George Adamski. Vụ này kéo dài ít thời gian hơn so với nhiều trường hợp UFO khác. 
Ngoài ra, có một số mức độ mâu thuẫn trong lời kể của hai nhân chứng, một người nhìn thấy một thiết bị màu đen trong tay của sinh vật còn người kia thì không. Theo bản vẽ ban đầu của nhân chứng đầu tiên, sinh vật này có vai rộng, trong lần phỏng vấn về sau thị lại là vai hẹp. Trong bức vẽ của nhân chứng thứ hai cho biết sinh vật này có vai hẹp. Nhân chứng đầu tiên không tin vào UFO trước khi quan sát trong lúc nhân chứng thứ hai thì hết mực tin tưởng.